# 373
Cette page concerne l'année 373  du calendrier julien. Pour l'année 373 av. J.-C., voir 373 av. J.-C. Pour le nombre 373, voir 373 (nombre).
L'année 373 est une année commune qui commence un mardi.

## Événements
- 28 mars : Valens célèbre ses Decennalia à Antioche[1].
- Été : le magister equitum Théodose l'Ancien est envoyé en Afrique pour réprimer la révolte de Firmus. Le comte Romanus, à qui on reproche son inactivité, est placé en résidence surveillée à Sitifis ; démasqués, ses agents à la cour de l'empereur Valentinien, Palladius et Remigius, se suicident. Théodose commence par pacifier la plaine côtière de la Maurétanie Césarienne. Firmus demande une trêve qui lui est accordée, le temps pour les Romains de rassembler leurs forces[2].

- 4 août : Valens est à Hiérapolis ; il se rend à Édesse pendant l'été[3].

- Valentinien est à Milan[4] le 28 juin et le 28 novembre[5].
- Le duc de Valérie Marcellianus, fils du préfet d'Illyricum et favori de l'empereur Maximinus, reprend les travaux de fortification de la rive gauche du Danube ; devant les protestations du roi des Quades Gabinius, il l'invite à un banquet et le fait assassiner, entrainant l'invasion de l'empire romain par les Quades et les Sarmates en 374[6].
- En Chine du Nord le roi Fú Jiān, de la dynastie des Qin antérieur, occupe le Sichuan, le Yunnan et une partie du Guizhou[7].

## Naissances en 373
- Adrien, roi légendaire d'Armorique.

## Décès en 373
- 2 mai : Athanase d'Alexandrie, le patriarche fervent défenseur de l'orthodoxie nicéenne contre l'arianisme, à Alexandrie.
- 9 juin : Éphrem le Syrien, diacre et théologien de l'Église syriaque (v.306-375).